# Annafalva
Annafalva (1899-ig Hankova, szlovákul: Hanková, németül: Hankendorf) község Szlovákiában, a Kassai kerület Rozsnyói járásában.

## Fekvése
Rozsnyótól 31 km-re északnyugatra, a Gömör-Szepesi-érchegységben található.

## Története
A falu a 15. század második felében a vlach jog alapján keletkezett, 1556-ban „Hanckowa” néven említik először. 1569-ben „Hankosz” néven szerepel. Lakói pásztorok voltak. A csetneki Bebek, majd a 17. századtól az Andrássy család birtoka. Lakói a vlach jog elveszítése után mezőgazdasággal foglalkoztak.
Vályi András szerint: „HANKOVA. Tót falu Gömör Várm. földes Urai több Uraságok, lakosai kevés katolikusok, és többen evangelikusok, fekszik Bubocza, és Racsín hegyek között, Dobsinához 3/4 mértföldnyire, Csetneknek filiája, határja meg lehetős, fája elég, legelője jó, és tágas, juhokat, és számos ökröket is tartanak lakosai.”
A 19. századtól a csetneki és dobsinai kohókban dolgoztak a falu lakosai, továbbá állattartással, fuvarozással, idénymunkákkal foglalkoztak. 1828-ban 32 házában 299 lakos élt.
Fényes Elek szerint: „Hankova, tót falu, Gömör és Kis-Hont egyesült vgyékben, Dopschinához délre 2 órányira, a Dubravahegy oldalában: 12 kath., 287 evang. lak., kik lent, kendert termesztenek, vásznat szőnek, szenet égetnek, szép almás- és gyümölcsös-kertjeik lévén gyümölcscsel nevezetes kereskedést űznek. Hegyen fekvő földek soványak; rétjei elégségesek, azért szarvasmarhát, juhot felesen tart; erdeje szép. A csetneki uradalomhoz tartozik. Ut. p. Rozsnyó.”
Gömör-Kishont vármegye monográfiája szerint: „Hankova, a csetneki völgy végpontján fekvő tót kisközség, körjegyzőségi székhely, 49 házzal és 240 ág. ev. h. vallású lakossal. A csetneki uradalomhoz tartozott és ezzel került az Andrássyak birtokába. 1716-ban a Petneházy és a Buday család is birtokosa volt, 1730-ban a Sulyok család, a mult század első felében pedig a Kirinyi család. Most csupán gróf Andrássy Dénesnek van itt nagyobb birtoka. Lakosai a mult század elején nevezetes gyümölcskereskedést folytattak. Szkalka nevű dűlőjéhez az a hagyomány fűződik, hogy hajdan itt aranyat bányásztak, de a bánya beszakadt és a benne foglalatoskodó bányászokat eltemette. Azóta nem merik a bányát ismét megnyitni. 1878-ban a falu legnagyobb része tűz által pusztult el. Ág. h. ev. temploma 1840-ben épült. Postája, távírója és vasúti állomása Csetnek.”
A trianoni diktátumig Gömör-Kishont vármegye Rozsnyói járásához tartozott.
1944–1945-ben határában partizáncsoportok működtek. Lakói közül többen részt vettek a szlovák nemzeti felkelésben.

## Népessége
| Év:            | 1994. | 2004.    | 2014.    | 2024.   |
| -------------- | ----- | -------- | -------- | ------- |
| Emberek száma: | 73    | 55       | 83       | 78      |
| Eltérés:       |       | -24,65 % | +50,90 % | -6,02 % |

| Év:            | 2023. | 2024.   |
| -------------- | ----- | ------- |
| Emberek száma: | 79    | 78      |
| Eltérés:       |       | -1,26 % |

1910-ben 244, túlnyomórészt szlovák anyanyelvű lakosa volt.
2001-ben 66 szlovák lakosa volt.
2011-ben 64 lakosából 50 szlovák volt.
2021-ben 83 lakosából 3 magyar, 73 (+1) szlovák, (+1) cigány, 1 egyéb és 6 ismeretlen nemzetiségű volt.

## Nevezetességei
- Evangélikus temploma a korábbi, 1726-ban épített templom felhasználásával 1811-ben épült, a régi templomból csak a torony maradt meg.